# Vasili Gordov
Vasili Nikoláievich Górdov (en ruso, Васи́лий Никола́евич Го́рдов; Matvéievka, Gobernación de Ufá, Imperio ruso, 12 de diciembre de 1896 - Moscú, 24 de agosto de 1950) fue un coronel general del Ejército Rojo y Héroe de la Unión Soviética. Durante la Segunda Guerra Mundial comandó el Frente de Stalingrado entre julio y septiembre de 1942.

## Primeros años de vida
Górdov nació el 30 de diciembre de 1896 en el pueblo de Matvéievka en la gobernación de Ufá. En el seno de una familia de campesinos rusos. Se unió al Ejército Imperial Ruso en 1915 y fue ascendido a sargento menor. Se alistó en la Guardia Roja en 1917, uniéndose al Ejército Rojo en 1918. Terminó la guerra civil rusa como comandante del 53.º Regimiento de Fusileros, luchando en la campaña contra Néstor Majnó, por lo que fue condecorado con la Orden de la Bandera Roja.
Entre 1925 y 1926, sirvió como asesor en el Ejército Popular de Mongolia. En 1932 se graduó en la Academia Militar Frunze y en 1933 se convirtió en jefe de Estado Mayor de la Escuela de Infantería Bandera Roja de Moscú. Fue jefe de Estado Mayor de la 18.ª División de Fusileros desde mayo de 1935 hasta 1937. En julio de 1937, se convirtió en el comandante de la 67.ª División de Fusileros. En julio de 1939 fue nombrado jefe del Estado Mayor del Distrito Militar de Kalinin.

## Guerra de Invierno y Segunda Guerra Mundial
Luchó en la Guerra de Invierno como jefe del Estado Mayor del 7.º Ejército, pero fue destituido del mando tras presuntos fracasos. Fue trasladado al Distrito Militar del Báltico, donde se convirtió en su jefe de Estado Mayor. Ascendido a mayor general en junio de 1940, fue jefe de Estado Mayor del 21.º Ejército después de la Operación Barbarroja y luego fue su comandante de dicha unidad desde octubre de 1941, luchando en la batalla de Smolensk y la batalla de Kiev.
En mayo de 1942, el 21.º Ejército participó en la desastrosa contraofensiva de Timoshenko en Járkov, pero escapó del cerco posterior del 6.º Ejército alemán. A finales de junio, el 21.º Ejército participó en la batalla de Vorónezh, con una parte del ejército rodeada por el 4.º Ejército Panzer del general Hermann Hoth. Durante la reagrupación de las fuerzas supervivientes del Ejército Rojo, los restos del antiguo Frente Sudoeste, incluido el maltrecho 21.º Ejército, se agruparon en el Frente de Stalingrado. Timoshenko fue llamado de nuevo a Moscú y el general Górdov fue instalado como comandante del Frente de Stalingrado el 23 de julio de 1942.

## Batalla de Stalingrado
El general Górdov ordenó la retirada de los maltrechos supervivientes de la batalla de Járkov detrás de la línea del río Chir para reagruparse y recibir refuerzos. El 5 de agosto de 1942, el Frente de Stalingrado se dividió para defender una línea acortada entre el río Pávlovsk y el Volga, que irónicamente no cubría Stalingrado propiamente dicho a pesar del nombre del Frente. El 6.º Ejército alemán atacó a las fuerzas del Ejército Rojo al oeste del río Don antes de que Górdov pudiera organizar completamente las defensas, y el 15 de agosto las unidades del Frente de Stalingrado fueron en gran parte empujadas a través del río Don, con la pérdida de unos 43.000 muertos, heridos y prisioneros, 270 tanques y 600 piezas de artillería en la batalla de Kalach. Mientras se desarrollaba el desastre, el general Andréi Yeriómenko llegó para tomar el mando de un Frente Sudeste reconstituido, con Górdov relegado al cargo de comandante adjunto de Yeriómenko.

## Posguerra
En 1947, mantuvo una conversación con su antiguo jefe de Estado Mayor, Filipp Rybálchenko, en la que hicieron comentarios un tanto críticos sobre las políticas de Stalin. Esta conversación fue enviada a Stalin y Górdov fue arrestado, junto con Grigori Kulik y Rybálchenko, acusados de intentar cometer actos terroristas contra el gobierno soviético. Fue condenado a muerte en virtud del artículo 58 el 24 de agosto de 1950 y ejecutado ese mismo día en la prisión de Lefórtovo. Fue rehabilitado póstumamente el 11 de abril de 1956 y su nombre aparece en un monumento conmemorativo.

## Condecoraciones

### Unión Soviética
|  | Héroe de la Unión Soviética (6 de abril de 1945)                                                       |
|  | Orden de Lenin, dos veces (21 de febrero de 1945, 6 de abril de 1945)                                  |
|  | Orden de la Bandera Roja, tres veces (1921, 27 de marzo de 1942, 3 de noviembre de 1944)               |
|  | Orden de Suvórov, 1.ª clase, tres veces (9 de abril de 1943, 25 de agosto de 1944, 29 de mayo de 1945) |
|  | Orden de Kutúzov, 1ª clase (28 de septiembre de 1943)                                                  |
|  | Orden de la Estrella Roja (22 de febrero de 1941)                                                      |
|  | Medalla por la Defensa de Stalingrado (1942)                                                           |
|  | Medalla por la Defensa de Moscú (1944)                                                                 |
|  | Medalla por la Liberación de Praga (1945)                                                              |
|  | Medalla por la Conquista de Berlín (1945)                                                              |
|  | Medalla por la Victoria sobre Alemania en la Gran Guerra Patria 1941-1945 (1945)                       |
|  | Medalla del 20.º Aniversario del Ejército Rojo de Obreros y Campesinos (1938)                          |

### Checoslovaquia
|  | Orden del León Blanco por la Victoria, 3ª clase   |
|  | Cruz de la Guerra de Checoslovaquia (1939 - 1945) |